# 初立池
初立池（はったちいけ）は、愛知県田原市にある豊川用水の調整池である。2010年（平成22年）3月25日に農林水産省のため池百選に選定された。

## 概要
独立行政法人水資源機構が管理する初立ダムの人造湖で正式名称は初立調整池。水源である宇連ダムからは約98キロメートル、豊川用水東部幹線路の末端に位置し、洪積台地の谷間に2つのダムを建設して貯水している。有効貯水量は160万立方メートルで、渥美半島先端部に農業用水を供給する。
渥美半島先端部のダムの周囲は新しく構造を支えるには弱い堆積層（12.6万年より後の洪積層）が囲んでいるが、部分的に取り残された古い岩盤の山の谷間があり、ダムの北側は変性玄武岩（三波川変成帯、約1億−6000万年前）、南側はチャート （付加体、3.2億−1.7億年前）と混成岩（付加体、1.74ー1.57億年前）である。この岩盤をうまく利用してダム構造を支えている。
豊川用水の建設時には各地で遺跡が見つかっているが、当地でも1968年（昭和43年）の初立ダム建設の際に、主堤の南側で伊良湖東大寺瓦窯跡が発見され、発掘調査ののち現地にて保存された。

## 堤体

### 主堤
中心コア式アースダム。詳細は右記参照。堤体正面にキンメツゲによる文字が描かれている。

### 副堤
傾斜コア式アースダムで堤高12.5メートル、堤長105メートル、体積32,000立方メートル。

## 初立池公園
初立池周辺は「初立池公園」として親水護岸や散策路が整備されており、春から初夏にかけてはサクラやハナショウブ・アジサイが咲くなど憩いの場となっている。また2008年（平成20年）には「美しい愛知づくり景観資源600選」にも選ばれた。
- ハナショウブ園